# اسماعیل‌آباد (تهران)
اسماعیل‌آباد نام دو روستا است در حاشیه جنوبی شهر تهران اولی در دهستان غار واقع در جنوب غربی تهران و در مجاورت روستاهای یافت آباد و وصفنارد و نعمت آباد . ودیگری  نزدیک به پالایشگاه نفت تهران. روستای اسماعیل آباد ۲۷۰ خانوار جمعیت و وجود۴۰۰هکتار زمین کشاوری دارد.
همچنین روستای دیگری در جنوب غرب تهران با همین نام اسماعیل‌ آباد نیز وجود دارد که در قدیم جزو دهستان غار از شهرستان ری محسوب می‌گردید ولی هم‌اکنون در منطقه ۱۸ تهران واقع گردیده است که پس از انقلاب وبا مهاجرت سایر اقوام به آنجا بیشتر به شهرک ولیعصر شهرت دارد.